# Geina periscelidactyla
Geina periscelidactyla (tên tiếng Anh: Grape Plume Moth) là một loài bướm đêm thuộc họ Pterophoroidea. Nó được tìm thấy ở miền đông Bắc Mỹ.
Sải cánh dài khoảng 16 mm. Con trưởng thành bay từ tháng 6 đến tháng 7.
The larvae feed nho và